# Boarmia molata
Boarmia molata là một loài bướm đêm trong họ Geometridae.